# Бастер Даглас
Џејмс Бастер Даглас (енгл. James Buster Douglas; Коламбус, 7. април 1960) амерички је професионални боксер и бивши светски шампион у тешкој категорији у WBC (1990), WBA (1990) и IBF (1990).

## Каријера
Син је професионалног боксера Вилијама Билија „Динамита“ Дагласа. Његова професионална каријера је почела 1981, а готово одмах након првих борби било је јасно да има осредњи квалитет, недостатак воље у карактеру и неопходну немилосрдност у рингу. Након 5 узастопних победа губи од новајлије Дејвида Беја.
Године 1986. је победио бившег шампиона Грега Пејџа и Дејвида Џека. Дана 30. маја 1987. се борио против Тонија Такера за титулу IBF. Био је лагано поражен. Од јула 1987. до јуна 1988. Даглас је имао 4 борбе са мало познатим боксерима и у свим је победио. Следеће године Бастер Даглас се бори против бившег шампиона Тревора Бербика и побеђује на поене. Затим, 21. јула исте године има и борбу против Оливера Мекола, Даглас доминира током целе борбе и самоуверено је победио једногласном судијском одлуком.
Са учинком - 29 победа, 4 пораза, 1 нерешено, као аутсајдер Бастер је отишао да се бори 11. фебруара 1990. у Токио за титулу апсолутног шампиона против Мајка Тајсона. У периоду прве три рунде, када би Тајсон обично решавао борбе разорним ударцима, Даглас је узмицао и провоцирао шампиона. Када год би Мајк покушао да се приближи, упути разоран ударац, Даглас би одговарао серијом лаких аперката, који су начињала противника. Када се Даглас коначно, у 8. рунди нашао у нокдауну, судија је одуговлачио са одбројавањем и Бастеру дао шансу да се врати. У 10. рунди, када се Тајсон након серије удараца Дагласа затетурао и нашао у конопцима па на поду, било је јасно да после 37 узастопних победа први пут губи. Бастер Даглас је преузео све титуле од Тајсона.
Након ове велике победе Дагласова каријера стагнира. Већ крајем исте године, 25. октобра, губи титуле од Ивандера Холифилда. После тог пораза, због здравствених проблема се повукао из бокса шест година.
Године 1996, Бастер Даглас се вратио у ринг, али без већег успеха. Каријеру је завршио 1999. године, са 38 победа (25 нокаутом), 6 пораза (5 пута нокаутиран) и 1 нерешено.

## Професионални рекорд у боксу
| 38 Победа (25 нокаута), 6 Пораза, 1 Нерешен, 1 Прекид |             |                  |                        |              |               |
| Резултат                                              | Рекорд      | Противник        | Тип                    | Рунда        | Датум         |
| Победа                                                | 38–6–1 1 ПР | Андре Кроудер    | Технички нокаут        | 1 (10)       | 19. 02. 1999. |
| Победа                                                | 37–6–1 1 ПР | Ворен Вилијамс   | Нокаут                 | 1 (10)       | 12. 12. 1998. |
| Пораз                                                 | 36–6–1 1 ПР | Лу Саварес       | Нокаут                 | 1 (12)       | 25. 06. 1996. |
| Победа                                                | 36–5–1 1 ПР | Квин Наваре      | Технички нокаут        | 4 (10)       | 13. 07. 1997. |
| Победа                                                | 35–5–1 1 ПР | Луис Монако      | Дисквалификација       | 1 (10)       | 13. 05. 1997. |
| Победа                                                | 34–5–1 1 ПР | Брајан Скот      | Нокаут                 | 6 (10)       | 30. 03. 1997. |
| Победа                                                | 33–5–1 1 ПР | Дики Рајан       | Једногласна одлука     | 10           | 12. 02. 1997. |
| Победа                                                | 32–5–1 1 ПР | Роки Пепели      | Једногласна одлука     | 10           | 10. 01. 1997. |
| Победа                                                | 31–5–1 1 ПР | Тони Лароса      | Технички нокаут        | 4 (12)       | 22. 06. 1996. |
| Пораз                                                 | 30–5–1 1 ПР | Евандер Холифилд | Нокаут                 | 3 (12)       | 25. 11. 1990. |
| Победа                                                | 30–4–1 1 ПР | Мајк Тајсон      | Нокаут                 | 10 (12)      | 11. 02. 1990. |
| Победа                                                | 29–4–1 1 ПР | Оливер Мекол     | Једногласна одлука     | 10           | 21. 07. 1989. |
| Победа                                                | 28–4–1 1 ПР | Тревор Бербик    | Једногласна одлука     | 10           | 25. 02. 1989. |
| Победа                                                | 27–4–1 1 ПР | Мајк Вилијамс    | Технички нокаут        | 7 (10)       | 27. 06. 1988. |
| Победа                                                | 26–4–1 1 ПР | Џери Халстед     | Технички нокаут        | 9 (10)       | 16. 04. 1988. |
| Победа                                                | 25–4–1 1 ПР | Персел Дејвис    | Одлука већине          | 9 (10)       | 24. 02. 1988. |
| Победа                                                | 24–4–1 1 ПР | Дони Лонг        | Нокаут                 | 2 (10)       | 19. 10. 1987. |
| Пораз                                                 | 23–4–1 1 ПР | Тони Такер       | Технички нокаут        | 10 (15)      | 30. 05. 1987. |
| Победа                                                | 23–3–1 1 ПР | Ди Колије        | Једногласна одлука     | 10           | 06. 09. 1986. |
| Победа                                                | 22–3–1 1 ПР | Дејвид Џек       | Једногласна одлука     | 10           | 19. 04. 1986. |
| Победа                                                | 21–3–1 1 ПР | Грег Пејџ        | Једногласна одлука     | 10           | 17. 01. 1986. |
| Пораз                                                 | 20–3–1 1 ПР | Џеси Фергусон    | Одлука већине          | 10           | 09. 05. 1985. |
| Победа                                                | 20–2–1 1 ПР | Дион Симпсон     | Нокаут                 | 1 (10)       | 27. 03. 1985. |
| Победа                                                | 19–2–1 1 ПР | Рандал Коб       | Одлука већине          | 10           | 09. 11. 1984. |
| Прекид                                                | 18–2–1 1 ПР | Дејвид Старки    | Прекид                 | 1 (10), 1:02 | 09. 07. 1984. |
| Пораз                                                 | 18–2–1      | Мајк Вајт        | Технички нокаут        | 9 (10)       | 17. 12. 1983. |
| Победа                                                | 18–1–1      | Еуген Като       | Технички нокаут        | 1 (8)        | 28. 09. 1983. |
| Победа                                                | 17–1–1      | Дејв Џонсон      | Одлука већине          | 10           | 05. 07. 1983. |
| Победа                                                | 16–1–1      | Хенри Портер     | Технички нокаут        | 2 (8)        | 28. 04. 1983. |
| Победа                                                | 15–1–1      | Џеси Кларк       | Нокаут                 | 2 (8)        | 16. 04. 1983. |
| Победа                                                | 14–1–1      | Лирој Дигс       | Технички нокаут        | 7 (10)       | 29. 03. 1983. |
| Победа                                                | 13–1–1      | Џеси Кларк       | Нокаут                 | 2 (8)        | 09. 03. 1983. |
| Победа                                                | 12–1–1      | Тим Џонсон       | Нокаут                 | 1 (8)        | 20. 11. 1982. |
| Нерешено                                              | 11–1–1      | Штефен Тангстад  | Одлука судије нерешено | 12           | 16. 10. 1982. |
| Победа                                                | 11–1        | Мел Данијелс     | Технички нокаут        | 1 (6)        | 24. 04. 1982. |
| Победа                                                | 10–1        | Рик Енис         | Једногласна одлука     | 6            | 08. 04. 1982. |
| Победа                                                | 9–1         | Марвин Ерл       | Технички нокаут        | 2 (6)        | 15. 02. 1982. |
| Победа                                                | 8–1         | Дони Таусенд     | Једногласна одлука     | 6            | 13. 02. 1982. |
| Победа                                                | 7–1         | Хуберт Адамс     | Нокаут                 | 1 (6)        | 23. 01. 1982. |
| Победа                                                | 6–1         | Дон Џонсон       | Технички нокаут        | 3 (6)        | 23. 12. 1981. |
| Пораз                                                 | 5–1         | Дејвид Беј       | Технички нокаут        | 2 (4)        | 06. 11. 1981. |
| Победа                                                | 5–0         | Џеси Кларк       | Нокаут                 | 3 (4)        | 23. 10. 1981. |
| Победа                                                | 4–0         | Џеси Кларк       | Технички нокаут        | 5 (6)        | 14. 10. 1981. |
| Победа                                                | 3–0         | Мајк Роџерс      | Технички нокаут        | 3 (4)        | 27. 09. 1981. |
| Победа                                                | 2–0         | Мајк Лир         | Једногласна одлука     | 4            | 24. 07. 1981. |
| Победа                                                | 1–0         | Ден О'Мали       | Технички нокаут        | 3 (4)        | 31. 05. 1981. |